# Matthias Schulz (Fußballspieler)
Matthias Schulz (* 13. September 1963 in Dresden) ist ein ehemaliger deutscher Fußballspieler und heutiger Fußballtrainer. Für Dynamo Dresden und Stahl Riesa spielte er zeitweise in der DDR-Oberliga, der höchsten Spielklasse des DDR-Fußball-Verbandes.

## Fußball-Laufbahn

### Nachwuchsspieler
Mit knapp 13 Jahren trat Matthias Schulz in die 1. Kindermannschaft der SG Dynamo Dresden ein und durchlief danach die weiteren Dynamo-Nachwuchsmannschaften. Ab 1980 spielte er in der Junioren-Oberliga und wurde 1981 und 1982 mit Dynamo DDR-Juniorenmeister. 1981 gehörte Schulz zum Kader der Junioren-Nationalmannschaft, für die er am 15. Oktober 1981 ein Länderspiel bestritt. In der Begegnung DDR – Sowjetunion (4:0) wurde er in der 62. Minute eingewechselt. 1982/83 war er in der Nachwuchsmannschaft von Dynamo Dresden aktiv und holte mit ihr die DDR-Nachwuchsmeisterschaft. Nach der Auflösung der Nachwuchs-Oberliga spielte Schulz ab 1983/84 bei Dynamo Dresden II als Mittelfeldspieler zunächst in der drittklassigen Bezirksliga Dresden. Innerhalb eines Jahres verhalf er der Mannschaft zur Bezirksmeisterschaft, zum Gewinn des Bezirkspokals und zum Aufstieg in die DDR-Liga. 

### Mit Dynamo Dresden in der DDR-Oberliga
Bereits am 17. März 1984 bestritt der 1,83 m große Schulz sein erstes Spiel in der DDR-Oberliga. In der Partie Dynamo Dresden – Union Berlin (2:0) kam er in der 79. Minute aufs Feld. Für die Saison 1984/85 wurde er jedoch erneut für die 2. Mannschaft nominiert und kam nur im Winter 1984 für den verletzten Mittelfeldspieler Hans-Uwe Pilz in vier Oberligaspielen zum Einsatz. Weder 1984 noch 1985 stand er in den von Dynamo gewonnenen DDR-Pokalendspielen. Für die Spielzeiten 1985/86 und 1986/87 wurde Schulz offiziell für die Dresdner Oberligamannschaft nominiert, wurde in diesem Zeitraum jedoch nur achtmal in Oberligaspielen aufgeboten. Zur Saison 1987/88 erschien er weder im Aufgebot der 1. oder der 2. Mannschaft. Nachdem er in der Hinrunde 1987/88 nicht in der Oberliga gespielt hatte, verließ Schulz zum Jahreswechsel Dynamo Dresden. 

### Vom Abstieg bis zum Laufbahnende
Anfang 1988 schloss sich Schulz dem Oberligisten Stahl Riesa an. Dort wurde er in den restlichen 13 Punktspielen sechsmal eingesetzt, spielte nie über die volle Zeit und stand nur zweimal in der Anfangself. Am Ende der Saison stieg Stahl Riesa aus der Oberliga ab. Im November 1988 wurde Schulz zum Armeedienst eingezogen. Als Soldat konnte er zunächst bei der Armeesportgemeinschaft Vorwärts Wolfen in der viertklassigen Bezirksklasse Halle Fußball spielen. Als die DDR-Volksarmee im Laufe des Jahres 1990 im Zuge der deutschen Wiedervereinigung aufgelöst wurde, wurde Schulz für den Rest der Saison 1989/90 vom Bezirksligisten Chemie Wolfen übernommen. Anschließend wechselte Schulz für die Spielzeit 1990/91 zur BSG Aktivist Pumpe Hoyerswerda, wo er die letzte DDR-Liga-Saison erlebte. Zu Beginn der Saison 1991/92 kehrte er nach Dresden zurück und schloss sich dort dem wieder gegründeten Dresdner SC an. Mit ihm stieg er im Sommer 1992 in die damals drittklassige Amateuroberliga auf. Im November 1993 beendete Schulz seine Laufbahn als Fußballspieler im Leistungsbereich. Als Freizeitfußballer war er noch bis 2007 bei der Dresdner Bezirksklassenmannschaft SG Kesselsdorf aktiv.

### Fußballtrainer
Nachdem Schulz für fast zwei Jahre eine Auszeit vom Fußball genommen hatte, nahm er 1995 das Angebot des Dresdner SC an, den Posten des Managers zu übernehmen. Zur Saison 1997/98 wurde er Trainer der Amateuroberliga-Mannschaft des DSC und führte sie sofort in die zu diesem Zeitpunkt drittklassige Regionalliga. Im August 2001 verpflichtete ihn der Zweitliga-Absteiger Chemnitzer FC, um eine neue Mannschaft für die Regionalliga zu formen. Mit dieser Mannschaft erreichte Schulz zum Saisonende 2001/02 Rang sechs, wurde danach nach sieben Niederlagen in Folge zum 31. Oktober 2002 entlassen. Im Januar 2003 wurde er für ein Jahr Trainer des Amateuroberligisten Oberlausitzer FC Neugersdorf. Zu Beginn des Jahres 2004 kehrte er wieder zu Dynamo Dresden zurück und wurde dort Trainer im Nachwuchsbereich. 

## Privates
Bereits ab 1994 arbeitete Schulz als Vertriebsleiter in der Nahrungsmittelbranche. Seit 2003 ist Schulz Mitgeschäftsführer der Sachsenwerk Arena, welche die gleichnamige Fußball-Halle in Dresden betreibt. Außerdem ist Schulz Sportlehrer am Sportgymnasium Dresden.